# Nanger
Nanger là một chi động vật có vú trong họ Bovidae, bộ Artiodactyla. Chi này được Lataste miêu tả năm 1885. Loài điển hình của chi này là Antilope mhorr Bennett, 1833 (= Antilope dama Pallas, 1766).

## Hình ảnh

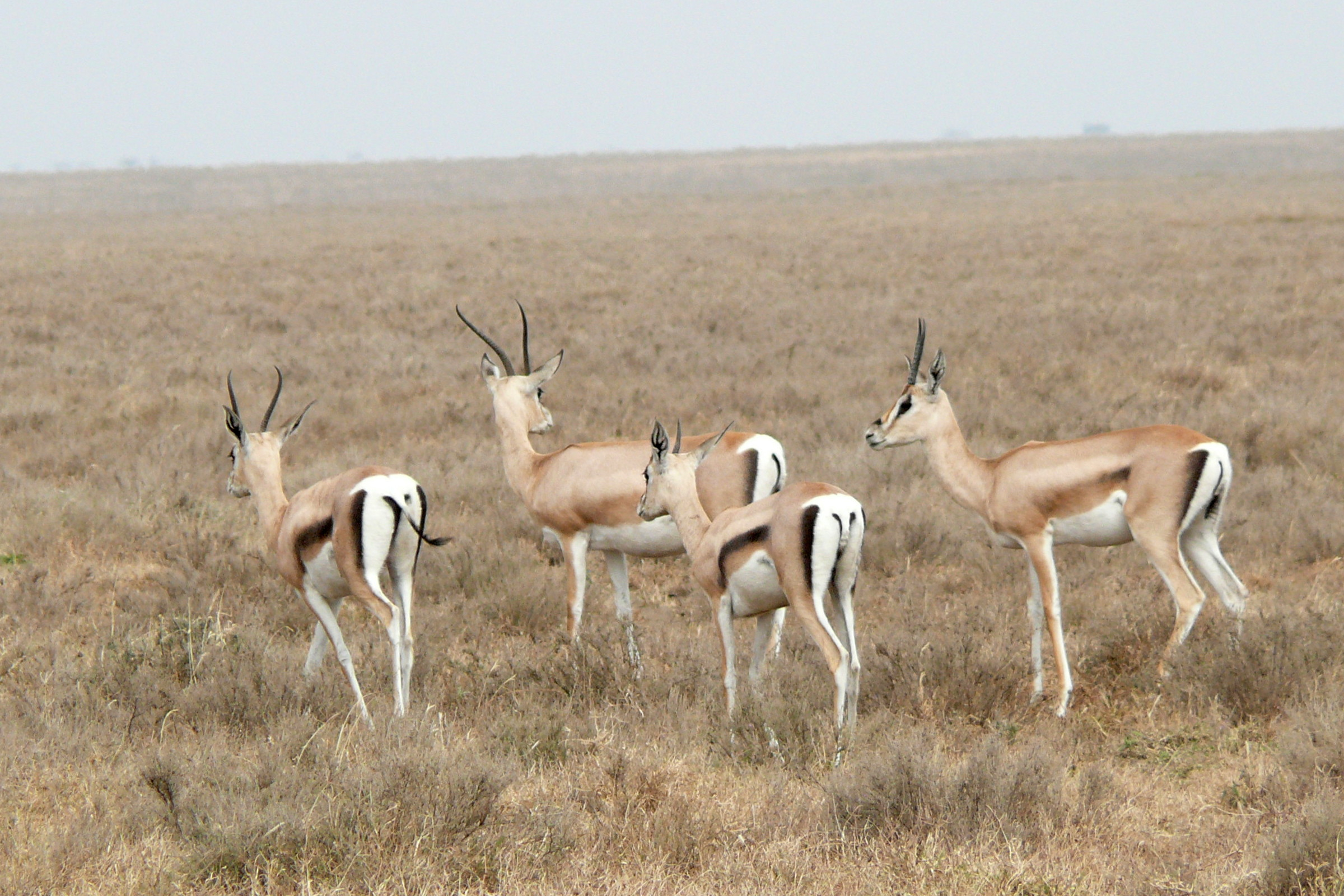

## Các loài
Chi này gồm các loài: